# Gerterode
Gerterode là một đô thị thuộc huyện Eichsfeld nước Đức. Đô thị này có diện tích 6,32 km², dân số thời điểm 31 tháng 12 năm 2006 là 415 người.